# Lacinipolia spiculosa
Lacinipolia spiculosa è una specie di falena appartenente alla famiglia delle noctuidae. Il suo habitat principale è il Nord America.
Alla Lacinipolia spiculosa è assegnato il numero 10400 nel catalogo MONA (Moths of North America).